# 페로 제도 프리미어리그
페로 제도 프리미어리그(Faroe Islands Premier League Football)는 페로 제도의 축구 리그이다. 1942년에 챔피언스 디비전(페로어: Meistaradeildin)이라는 명칭으로 시작되었고, 1976년부터는 1부 디비전(페로어: 1. deild)으로 불렸으며, 2005 시즌부터 현재의 명칭과 구조로 바뀌었다. 후원사와의 계약으로 인해 현재는 베트리 데일딘(Betri deildin)으로 불리고 있다.
리그는 1942년에 시작하였지만 유럽 클럽 대항전에는 1993년까지 참가하지 못하였다. 현재 리그는 10개 팀이 팀당 세 번씩 플레이하여 모두 27 라운드의 경기를 한다. 리그는 다른 유럽 리그와는 달리 춘추제로 진행한다. 리그 우승 팀은 UEFA 챔피언스리그 1차예선에 진출하고 2, 3위팀과 컵대회 우승 팀은 UEFA 유로파컨퍼런스리그 1차예선에 나가게 된다.

## 2020시즌 클럽팀
- AB 아르기르
- B36 토르스하운
- EB/스트레이머
- HB 토르스하운
- IF 푸글라푀르더
- KI 클락스비크
- NSI 루나비크
- 스칼라 IF
- TB 트뵈로위리
- 비킹구르 괴타

- 또한 2019 시즌에는 2부리그 1위, 2위, 3위가 모두 2군 팀이었기에 2019 시즌에서 강등된 팀은 없었다.

## 역대 우승 클럽

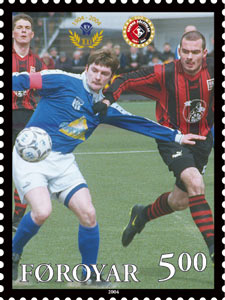
HB 대 KI 경기를 그린 우표

| - 1942 : KI 클락스비크 - 1943 : TB 트뵈로위리 - 1944 : 개최하지 못함 - 1945 : KI 클락스비크 - 1946 : B36 토르스하운 - 1947 : SI 쇠보구르 - 1948 : B36 토르스하운 - 1949 : TB 트뵈로위리 - 1950 : B36 토르스하운 - 1951 : TB 트뵈로위리 - 1952 : KI 클락스비크 - 1953 : KI 클락스비크 - 1954 : KI 클락스비크 - 1955 : HB 토르스하운 - 1956 : KI 클락스비크 - 1957 : KI 클락스비크 - 1958 : KI 클락스비크 - 1959 : B36 토르스하운 - 1960 : HB 토르스하운 - 1961 : KI 클락스비크 - 1962 : B36 토르스하운 - 1963 : HB 토르스하운 - 1964 : HB 토르스하운 - 1965 : HB 토르스하운 - 1966 : KI 클락스비크 | - 1967 : KI 클락스비크 - 1968 : KI 클락스비크 - 1969 : KI 클락스비크 - 1970 : KI 클락스비크 - 1971 : HB 토르스하운 - 1972 : KI 클락스비크 - 1973 : HB 토르스하운 - 1974 : HB 토르스하운 - 1975 : HB 토르스하운 - 1976 : TB 트뵈로위리 - 1977 : TB 트뵈로위리 - 1978 : HB 토르스하운 - 1979 : IF 푸글라푀르더 - 1980 : TB 트뵈로위리 - 1981 : HB 토르스하운 - 1982 : HB 토르스하운 - 1983 : GI 괴타 - 1984 : B68 토프티르 - 1985 : B68 토프티르 - 1986 : GI 괴타 - 1987 : TB 트뵈로위리 - 1988 : HB 토르스하운 - 1989 : B71 산두르 - 1990 : HB 토르스하운 - 1991 : KI 클락스비크 | - 1992 : B68 토프티르 - 1993 : GI 괴타 - 1994 : GI 괴타 - 1995 : GI 괴타 - 1996 : GI 괴타 - 1997 : B36 토르스하운 - 1998 : HB 토르스하운 - 1999 : KI 클락스비크 - 2000 : B36 토르스하운 - 2001 : B36 토르스하운 - 2002 : HB 토르스하운 - 2003 : HB 토르스하운 - 2004 : HB 토르스하운 - 2005 : B36 토르스하운 - 2006 : HB 토르스하운 - 2007 : NSI 루나비크 - 2008 : EB/스트레이머 - 2009 : HB 토르스하운 - 2010 : HB 토르스하운 - 2011 : B36 토르스하운 - 2012 : EB/스트레이머 - 2013 : HB 토르스하운 - 2014 : B36 토르스하운 - 2015 : B36 토르스하운 - 2016 : 비킹구르 괴타 - 2017 : 비킹구르 괴타 - 2018 : HB 토르스하운 - 2019 : KI 클락스비크 - 2020 : HB 토르스하운 |